# Graphiurus microtis
Graphiurus microtis är en däggdjursart som först beskrevs av Theophil Noack 1887.  Graphiurus microtis ingår i släktet Graphiurus och familjen sovmöss. Inga underarter finns listade i Catalogue of Life.

## Utseende
Arten når en kroppslängd (huvud och bål) av 7,5 till 11,5 cm, en svanslängd av 6,2 till 8,6 cm och en vikt av 17,6 till 42,5 g. Bakfötterna är 1,4 till 2,0 cm långa och öronen är 1,3 till 2,1 cm stora. På ovansidan har pälsen en brun, grå eller beige grundfärg som har inslag av andra färger som rött eller gult. Hos några exemplar är huvudets topp och/eller ryggens topp mörkast. Det finns en tydlig gräns mot den vita eller krämfärgade undersidan som kan ha inslag av ljusgrått. Liksom hos flera andra sovmöss är området kring ögonen mörk och synlig som en ansiktsmask. Graphiurus microtis har avrundade bruna öron. De är ungefär lika stora som hos andra släktmedlemmar. Från de vita till krämfärgade kinderna sträcker sig en ljus strimma till axlarna. Flera individer har dessutom en ljus fläck bakom öronen.
Bakfötterna är vita, ibland med en mörk strimma tvärs över mellanfoten. Håren som täcker svansen är vid svansroten 5 till 8 mm långa och de längsta håren finns vid svansspetsen med en längd upp till 26 mm. Dessa hår har allmänt samma färg som bålens ovansida. Glest fördelat förekommer helt vita hår och svansspetsen är helvit. Av honans spenar ligger ett par på bröstet, ett par vid bukens centrum och två par vid ljumsken.

## Utbredning
Denna sovmus förekommer med flera från varandra skilda populationer i östra och södra Afrika. Utbredningsområdet sträcker sig från Sudan till norra Sydafrika. Arten vistas i låglandet och i bergstrakter upp till 2600 meter över havet. Habitatet utgörs av savanner och av regioner med mindre trädansamlingar. Små avskilda populationer hittas även i Etiopien.
Graphiurus microtis besöker ofta växter som tillhör aloesläktet, videsläktet, akaciasläktet, släktet Baikiaea, palmsläktet Hyphaene och träd som mopane (Colophospermum mopane), Combretum imberbe, Burkea africana och Ziziphus mucronata. Individer iakttogs bland annat i högt gräs intill buskar eller träd samt på högar av bråte som blev kvar efter översvämningar.

## Ekologi
Denna sovmus klättrar främst på träd och på andra växter. Den är nattaktiv och den skapar för dagen ett näste i trädens håligheter eller i ett hålrum bakom barken. Boet ligger ofta 1 till 3 meter över markytan och ibland upp till 6 meter över grunden. Nästet fodras med mjuka växtdelar och med fjädrar, när de är tillgängliga. Andra exemplar dokumenterades i närheten av bergssprickor och grottor som antagligen tjänstgör som sovplats. Även övergivna fågelbon kan användas, bland annat av vävare (Ploceidae) eller av svalor från släktet Hirundo. Vid människans samhällen kan sovmusens nästa ligga i hustak eller i lådor för elektriska anläggningar. Några exemplar orsakade med sin aktivitet kortslutningar.
Graphiurus microtis är antagligen allätare. I magsäcken registrerades bland annat rester från frukter, frön, nötter, insekter och små fåglar. Vid en studie dokumenterades frukter från Ziziphus mucronata och frön från arter av akaciasläktet. Arten faller själv offer för ormar som mambor (Dendroaspis) samt för ugglor. Det är bara lite känt om sovmusens sociala beteende. Antagligen är hanar främst ensamlevande. Honor föder vanligen 3 till 4 och ibland upp till 7 ungar per kull.

## Bevarandestatus
För beståndet är inga hot kända. IUCN kategoriserar arten globalt som livskraftig.